# Serge Douy
Serge Douy (* 1941 in Frankreich) ist ein französischer Filmarchitekt.

## Leben
Douy erlernte in den 1960er Jahren sein Handwerk unter seinem Vater Max Douy und arbeitete ihm zu Beginn des darauf folgenden Jahrzehnts bei Produktionen wie La cavale und Die Rum-Straße zu. An dessen Seite debütierte Douy jr. 1972 als Co-Chefarchitekt bei dem Gangsterfilm Die kleinen Bosse. 1978 kehrte Serge als Assistent an die Seite Max Douys zurück, um die Filmbauten zu dem aufwendigen James-Bond-Abenteuer Moonraker – Streng geheim zu stemmen. An diesem Film war in untergeordneter Funktion auch Serges ebenfalls als Filmarchitekt tätiger Onkel Jacques Douy beteiligt.
Serge Douy war vor allem in den 1980er Jahren ein gefragter Filmarchitekt, der die Bauten zu einer Fülle von Unterhaltungsproduktionen entwarf, die überwiegend im Thriller- und Kriminalfilmgenre anzusiedeln sind. In dieser Zeit arbeitete er mit Regisseuren wie Yves Boisset, Philippe Labro und Robert Altman sowie mit Stars wie Lino Ventura, Michel Piccoli, Alain Delon und Catherine Deneuve zusammen. Im Laufe der frühen 1990er Jahre war Serge Douy immer stärker von Beschäftigungslosigkeit betroffen und zog sich daraufhin gegen Mitte des Jahrzehnts ganz aus dem Beruf zurück.

## Filmografie
- 1972: Die kleinen Bosse (Les caïds)
- 1975: Les peupliers de la Prétentaine (Fernsehmehrteiler, nur Ausstattung)
- 1976: Le jeu du solitaire
- 1980: Schütze Benjamin (Private Benjamin) (nur französ. Filmbauten)
- 1980: Je vais craquer!!!
- 1980: Fantomas (Fernsehmehrteiler)
- 1981: Zeit der Sehnsucht (Croque la vie)
- 1981: La revanche
- 1981: Der Maulwurf (Espion, lève-tot)
- 1982: Der Schock (Le choc)
- 1982: Flirt mit dem Tod (L’indiscrétion)
- 1982: Le jeune marié
- 1982: Kopfjagd – Preis der Angst (Le prix du danger)
- 1983: Wespennest (La crime)
- 1983: Signes extérieurs de richesse
- 1984: Die Abrechnung (L’addition)
- 1984: La tête dans le sac
- 1984: James Bond 007 – Im Angesicht des Todes (A View With a Kill) (nur französ. Filmbauten)
- 1985: Der Waschsalon (The Laundromat) (Fernsehfilm)
- 1987: Der nackte Schatten (La passerelle)
- 1988: Bonjour l’angoisse
- 1989: Fantômes sur l’oreiller (Fernsehfilm, nur Ausstattung)
- 1989: Connemara
- 1990: Aufnahme – Mord (The Fatal Image) (Fernsehfilm)
- 1991: Colette (Becoming Colette)
- 1992: L’homme de ma vie
- 1994: Ralph, la course du Phoenix
- 1994: Tous les jours dimanche